# Vulcan (Schiff)
Die Vulcan war das erste Schiff mit einem eisernen Rumpf. Es war ein Schiff ohne eigenen Antrieb, das von Pferden über die schottischen Kanäle gezogen wurde.

## Geschichte
1816 beschloss die Forth and Clyde Canal Company, die schon 1801 mit der Charlotte Dundas erfolgreich eine neue Technologie adaptierte, den Bau eines Kahns mit einem komplett aus Eisen gefertigten Rumpf. 1818 beauftragte man den Schiffsbauer Thomas Wilson (1781–1873) mit dem Bau des Schiffs. Der Kahn war 20 m lang und hatte einen flachen Rumpf, der für die Fahrt auf den Kanälen geeignet war.
Die Bauwerft befand sich außerhalb von Glasgow in Faskine, Airdrie am Ufer des Monkland Canal. Die einzelnen Eisenplattenfragmente des Rumpfs wurden mittels Deckplatten zusammen genietet. Zwei Schmiede waren angestellt, um die Teile herzustellen. Da es zu dieser Zeit noch keine Walzwerke gab, mussten die einzelnen Platten geschmiedet werden. Das Eisen stammte von der Monklands Steel Company.
Die Vulcan lief im Mai 1819 vom Stapel und diente als Passagierkahn zwischen Edinburgh und Glasgow. Später wurde sie in einen Lastkahn umgewandelt und 1873 verschrottet. 1988 wurde in Glasgow ein Nachbau der Vulcan hergestellt, der heute im Summerlee Heritage Park zu sehen ist.